# Emil Arnell
Emil Arnell, född den 19 september 1979 i Lund, är en svensk före detta tävlingscyklist. Hans främsta merit är totalsegern i U23-loppet Grand Prix Guillaume Tell 2001, i vilket han även vann den tredje (och tuffaste) etappen. Samma år vann han även en etapp i Giro Next Gen (en U23-"variant" av Giro d'Italia) och kom nia totalt.
2001 testades han positivt för doping och avslutade sin karriär. Han hade vid denna tid ett muntligt avtal med CSC Tiscali om ett kontrakt.